# Świetlino
Świetlino – wieś kaszubska w Polsce położona w województwie pomorskim, w powiecie wejherowskim, w gminie Łęczyce.
Według danych na dzień 23 października 2019 roku wieś zamieszkuje 260 mieszkańców. Miejscowość zajmuje powierzchnię 6,14 km². Wieś leży na skraju Puszczy Wierzchucińskiej, najbliżej położonym miastem jest Lębork (Świetlino leży ok. 14 km na północny wschód od niego).

## Historia
Wieś leży na terenie historycznej ziemi lęborskiej, z którą dzieliła dosyć zmienne koleje losu. W XIII w. znajdowała się w granicach efemerycznego księstwa białogardzkiego, zarządzanego przez księcia Racibora (zm. 1272), młodszego brata księcia gdańskiego Świętopełka II (zm. 1266), następnie przeszła pod bezpośrednie władanie syna Świętopełka – Mściwoja II (zm. 1294). Bo bezpotomnej śmierci Mściwoja II wraz z całym Pomorzem Gdańskim została przyłączona do Wielkopolski, a po śmierci króla Przemysła II (1296) podlegała kolejnym władcom krakowskim: Władysławowi Łokietkowi (1296–1300) i królowi czeskiemu i polskiemu Wacławowi II (1300–1305). Po śmierci Wacława II i jego syna Wacława III (1306) znalazła się ponownie pod panowaniem księcia Władysława Łokietka, który utracił ją wraz z całym Pomorzem Gdańskim na rzecz Krzyżaków w latach 1308–1309. Po wojnie trzynastoletniej (1454–1466) nie wróciła bezpośrednio do Polski, tylko jako lenno znajdowała się pod zarządem książąt zachodniopomorskich z dynastii Gryfitów, która wymarła w 1637 r. W latach 1637–1657 ponownie należała bezpośrednio do Polski, jednak w okresie II wojny północnej (tzw. potopu) została przekazana w lenno margrabiom brandenburskim. Po I rozbiorze Polski (1772) została bezpośrednio przyłączona do brandenburskiej prowincji pomorskiej, od 1870 r. należała do zjednoczonej Rzeszy Niemieckiej, po 1918 r. do Republiki Weimarskiej i III Rzeszy, a po II wojnie światowej jeszcze raz wróciła do Polski. Jeśli przyjmiemy za umowny początek historii Brzeźna rok 1200, to można wyliczyć, że w ciągu ok. 800 lat swojej historii (do 2000 r.) przez 67 lat (1227–1294) należała do księstwa wschodniopomorskiego, przez 146 lat (1308–1454) do państwa krzyżackiego, przez 173 lata (1772–1945) do Królestwa Pruskiego, II Rzeszy, Republiki Weimarskiej i III Rzeszy, a przez 414 lat do Polski, jednak w tym czasie przez 298 lat (1454–1637, 1657–1772) była lennem polskim w rękach książąt zachodniopomorskich, a później elektorów brandenburskich.
W latach 1957–1975 miejscowość administracyjnie należała do województwa gdańskiego, powiatu lęborskiego, natomiast w latach 1975–1998 do województwa gdańskiego.

### Marsz śmierci (1945)
Na przełomie stycznia i lutego 1945 r. przez teren gminy Łęczyce przeszły cztery kolumny tzw. Marszu Śmierci, czyli lądowej ewakuacji więźniów z obozu koncentracyjnego w Sztutowie na Mierzei Wiślanej (KL Stutthof).
Kiedy 9 marca pierwsze oddziały Armii Czerwonej pojawiły się od strony zachodniej na przedpolach Lęborka, Niemcy zarządzili ponowną ewakuację więźniów w kierunku wschodnim. Zamierzano z nimi dojść do portów Pucka, Gdyni i Gdańska, skąd mieli być ewakuowani drogą morską w głąb Niemiec. Ze względu na stan fizyczny większości więźniów, zatarasowanie dróg przez wojsko i uciekinierów cywilnych, a także szybki postęp ofensywy sowieckiej, zadanie to było niewykonalne. Kolumny więźniów z Gęsi i Krepy Kaszubskiej, liczące w sumie tylko ok. 1000 osób, ruszyły trasą przez Nową Wieś Lęborską, którą ponownie dotarły do Godętowa, gdzie na podwórzu miejscowego majątku spędziły noc. Następnego dnia przez Łęczyce i Świetlino popędzono ich w kierunku Wejherowa i Pucka. Ci, którzy nie mieli sił iść, byli mordowani po drodze przez esesmanów. Zdolnych do marszu więźniów z obozu ewakuacyjnego w Nawczu (w liczbie 346) popędzono późnym wieczorem 9 marca przez Rozłazino i Łęczyce do Świetlina, gdzie dotarli następnego dnia przed południem. Tempo marszu było zatem bardzo niewielkie. 
Ostatnie godziny przed wyzwoleniem tak wspomina Duńczyk Martin Nielsen: Śnieg siekł po twarzach, gdy skręciliśmy z obozu na drogę. Szeregi rozluźniły się od razu. Nie widzieliśmy nic wokoło siebie, a musieliśmy przecisnąć się pomiędzy ciężarówkami i innymi pojazdami wojskowymi. Pijani żołnierze Wehrmachtu krzyczeli i wrzeszczeli oraz bili nas kolbami karabinów. […] Maszerowaliśmy całą noc i o świcie weszliśmy na główną drogę z Lęborka do Gdyni. […] Po kilku dalszych kilometrach marszu droga skręcała w kierunku północnym i stawała się bardzo stroma, skręcając pod górę. Wzdłuż drogi stały jeden za drugim wielkie i ciężko obładowane wozy ewakuującej się ludności. Konie padały na wyślizganej stromiźnie i nie potrafiły powstać. Widzieliśmy też wiele zwłok więźniów z ranami postrzałowymi w karku, leżących nago na pobrzeżu drogi. Były więc i inne kolumny przed nami. […] Około godziny jedenastej przed południem skręciliśmy do typowo wschodnio-pruskiej wioski. Wioska byłą opuszczona, nazywała się Świetlino (Schweslin). Sierżant kazał zatrzymać się koło szkoły i poszedł, jak powiedział, do telefonu. Rzuciliśmy się na drogę lub pod płoty. Nie mogliśmy już dalej, byliśmy zagłodzeni, chorzy i wyniszczeni. Byliśmy przemoczeni, a nasze buty były zdarte i w strzępach. […] Sierżant powrócił od telefonu i powiedział, że na razie pozostajemy, gdzie jesteśmy, oraz że postara się dla nas o kwatery we wsi. […] Poszliśmy przez wieś, padał bardzo gesty deszcz. Skręciliśmy do dużego zabudowanego w czworobok gospodarstwa, połączonego z sąsiednim obejściem. Po dłuższym targowaniu się połowa więźniów znalazła się w szopie z sianem. […] Nie leżeliśmy bardzo długo, gdy wydarzyło się to ok. 12.15. Zostałem zbudzony potężną strzelaniną, cały zmarznięty i z bardzo złym samopoczuciem. […] Wrota stodoły były otwarte i nie było żadnego strażnika. – To są Rosjanie, to są Rosjanie – grzmiał krzyk z sąsieka. – Posterunki uciekły, rzuciły broń i pozrywały odznaki SS-mańskie. Pouciekali już – krzyczeli ci z sąsieka, patrząc przez otwory wyrwane w poszyciu strzechy stodoły. – To Rosjanie, to Rosjanie. […] Leżeliśmy obok siebie, Fugle, Ove i ja, słabi, zawinięci w nasze koce, na słomie i przykryci słomą. Ale odzienie nasze było suche. Od czasu do czasu rozlegały się strzały karabinowe we wsi. Gromady śpiewających Polaków i Rosjan przeciągały tam i z powrotem po drodze. Później dołączyli do nich i Duńczycy. Wokoło nas na słomie słyszeliśmy ciężkie oddechy. Od czasu ktoś jęczał lub stękał przez sen. Naciągnęliśmy koce na głowy i rozmawialiśmy po cichu. Powracaliśmy z podróży z tamtej strony śmierci i żaden z nas nie spał tej nocy, pierwszej nocy na wolności po jakże długich czterech latach, nocy w stodole w małej wiosce Świetlino, na granicy między Prusami Wschodnimi a byłym polskim korytarzem.

Epizod krótkiego pobytu więźniów KL Stutthoff na terenie Świetlina upamiętnia skromny pomnik w postaci głazu z tablicą, ustawiony obecnie na skwerze obok kościoła (przeniesiony z posesji nr 41–42). Napis na tablicy głosi: Miejsce to w lutym 1945 r. było jednym z wielu etapów Marszu Śmierci więźniów obozu Stutthoff. Marsz ten przebiegał przez Bożepole, Godętowo, Łęczyce, Lubowidz, Gęś, Krępę. Podczas niego męczeńską śmiercią zginęło 13 tysięcy ofiar terroru. Uczestniczyli w nim więźniowie z 1, 2, 3, 4, 8, 10 bloku Stutthoffu, narodowości polskiej, rosyjskiej, norweskiej i niemieckiej. 

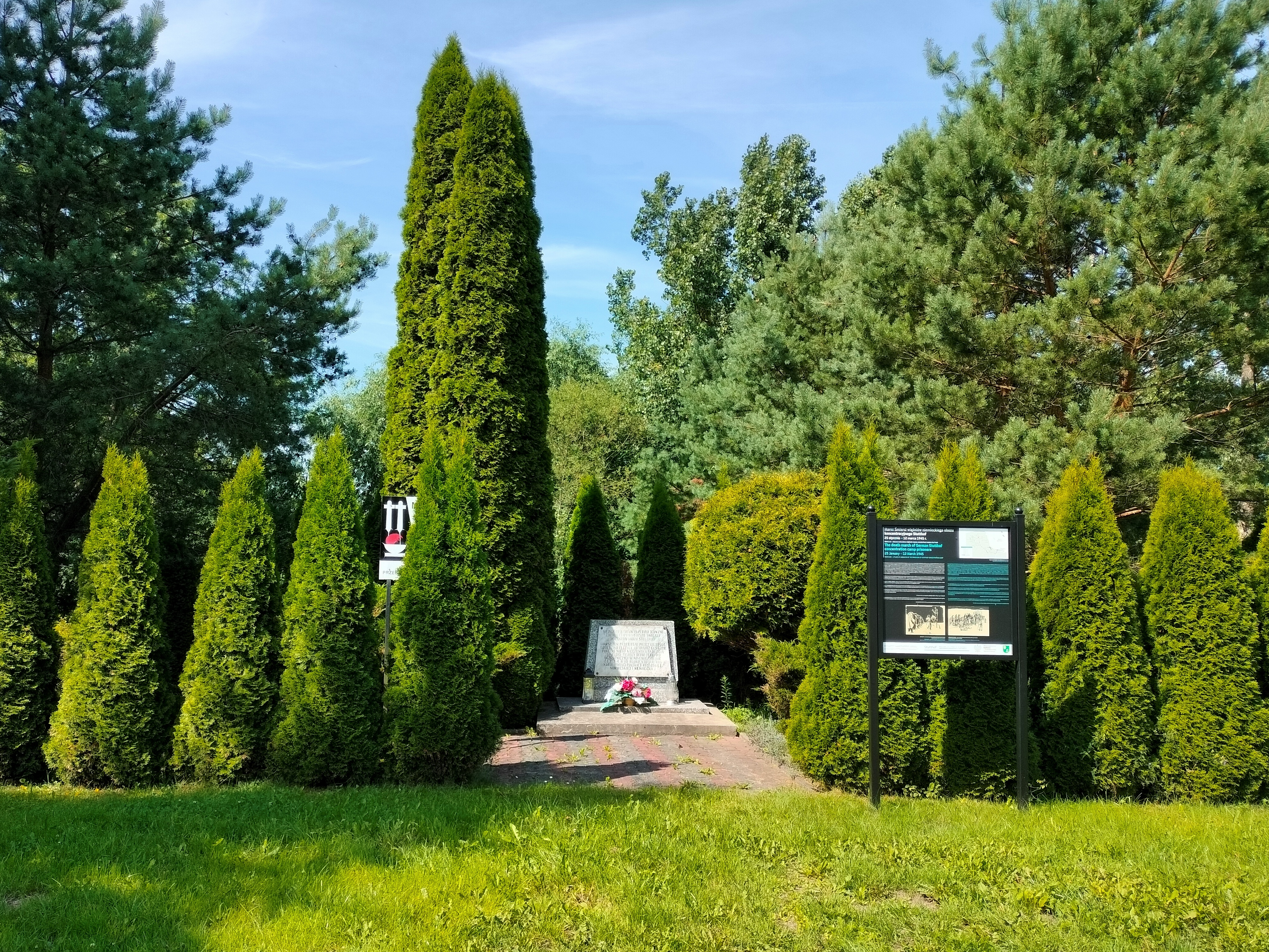
Świetlino (gm. Łęczyce) – miejsce pamięci ofiar Marszu Śmierci z KL Stutthof (przy kościele)
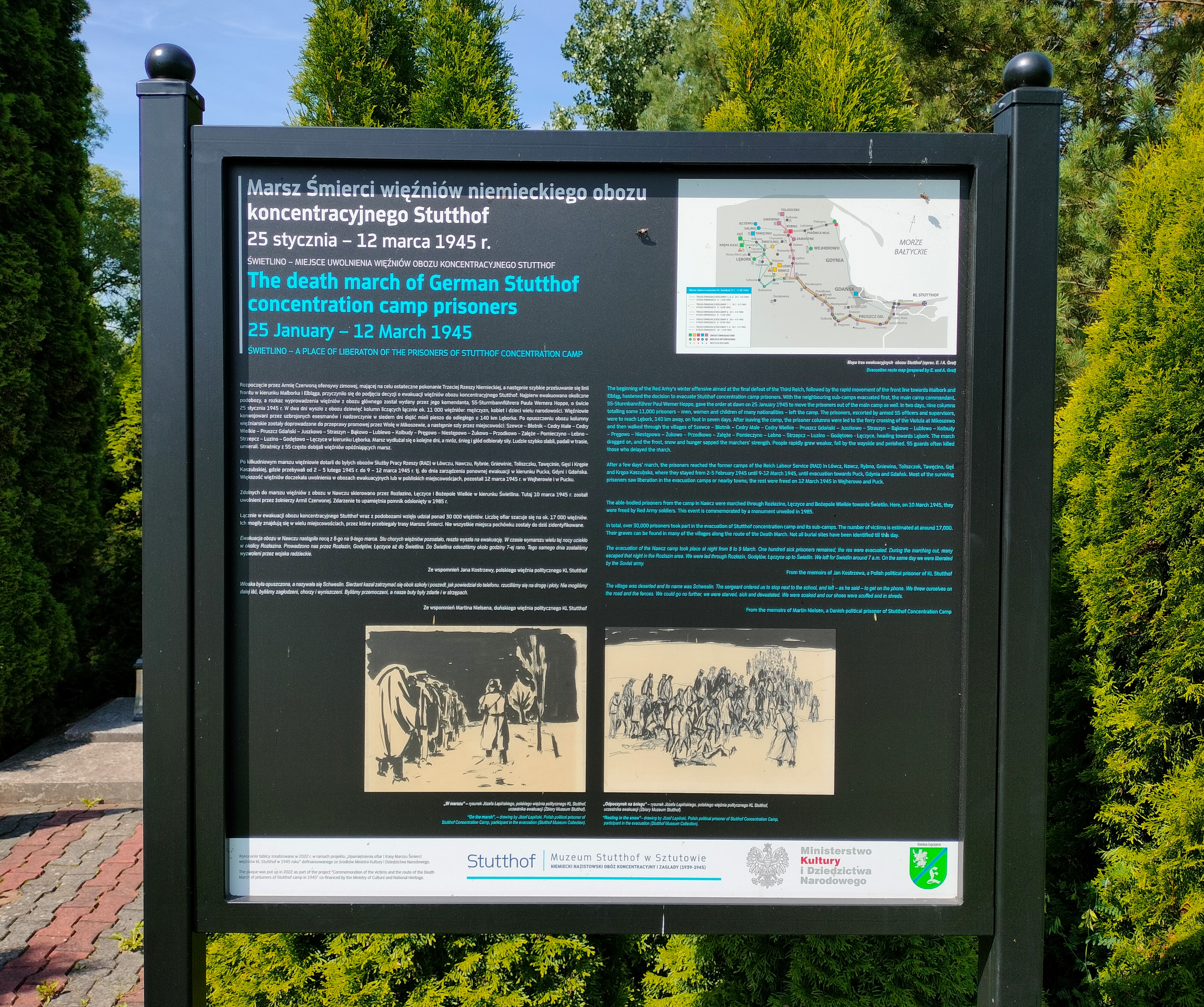
Świetlino (gm. Łęczyce) – tablica informacyjna w miejscu pamięci ofiar Marszu Śmierci z KL Stutthof
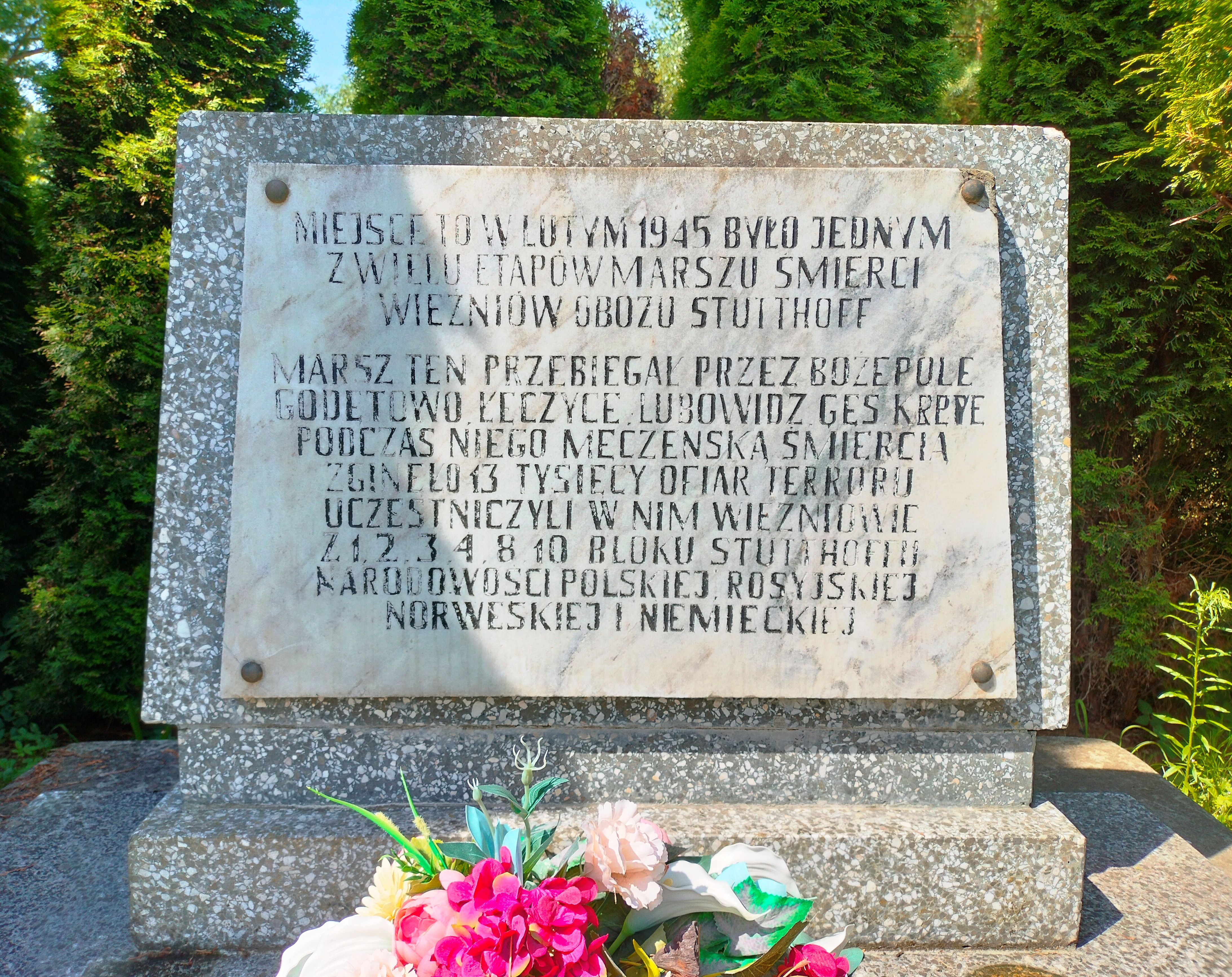
Świetlino (gm. Łęczyce) – pomnik w miejscu pamięci ofiar Marszu Śmierci z KL Stutthof

## Zabytki
Według rejestru zabytków NID na listę zabytków wpisane są:
- kościół ewangelicki, obecnie rzymskokatolicki filialny pw. św. Izydora Rolnika, 1911, nr rej.: A-1732 z 11.02.2002
- cmentarz kościelny, nr rej: j.w.